# Micrutalis
Micrutalis är ett släkte av insekter. Micrutalis ingår i familjen hornstritar.

## Bildgalleri

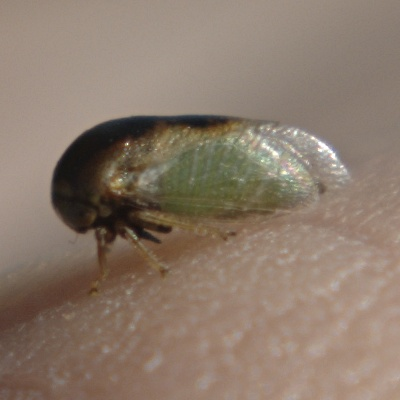

## Dottertaxa tillMicrutalis, i alfabetisk ordning[1]
- Micrutalis apicalis
- Micrutalis atrovena
- Micrutalis balteata
- Micrutalis bella
- Micrutalis binaria
- Micrutalis callangensis
- Micrutalis calva
- Micrutalis chapadensis
- Micrutalis discalis
- Micrutalis dorsalis
- Micrutalis ephippium
- Micrutalis flava
- Micrutalis geniculata
- Micrutalis godfreyi
- Micrutalis incerta
- Micrutalis lata
- Micrutalis lugubrina
- Micrutalis malleifera
- Micrutalis melanogramma
- Micrutalis nigrolineata
- Micrutalis nigromarginata
- Micrutalis notatipennis
- Micrutalis occidentalis
- Micrutalis pallens
- Micrutalis parva
- Micrutalis plagiata
- Micrutalis punctifera
- Micrutalis stipulipennis
- Micrutalis tartaredoides
- Micrutalis tau
- Micrutalis tripunctata
- Micrutalis zeteki